# Camping 2
Pour les articles homonymes, voir Camping (homonymie).
Série Camping
Camping
(2006) Camping 3
(2016)
Pour plus de détails, voir Fiche technique et Distribution.
Camping 2 est une comédie française réalisée par Fabien Onteniente, sortie en 2010.
C'est le deuxième volet de la série de films Camping.

## Synopsis
Contrarié parce que sa fiancée désire faire une pause dans leur relation, et pour évacuer son stress, Jean-Pierre Savelli (Richard Anconina), cadre d'une société d'assurances à Clermont-Ferrand, décide d'aller passer ses vacances dans un lieu inhabituel pour lui : au camping des Flots Bleus près d'Arcachon selon l'idée de son collègue (Philippe Lellouche). Il y fait la connaissance de ses fervents abonnés dont Patrick Chirac (Franck Dubosc), un homme redevenu célibataire (voir Camping) et qui aimerait fonder une famille avec Pauline, une jolie jeune femme qui gère la baraque à frites du camping et qui ne partage pas cette idée. Jacky quant à lui s'offusque lors de l'installation de mobile-homes qui gâchent la vue de l'emplacement 17 (les mobile-homes étant déplacés à cause de glissement de terrain dus aux pluies diluviennes), mais ne peut rentrer à Melun faute de permis. Depuis qu'il a ouvert une nouvelle boutique, Paulo a adopté la « bling-bling attitude » au grand dam de Sophie qui manque de tromper ce dernier avec Silvano Shamalack, le coach bien-être.
D'abord réticent envers l'amitié de Patrick, Jean-Pierre devient ensuite son meilleur ami, pour se « décoincer » un peu et de ne plus avoir l'air triste auprès de sa fille. Jean-Pierre finit par être influencé par Patrick, et acquiert progressivement la même mentalité et devient même le nouveau chouchou des Flots Bleus, ce qui rend Patrick amer et jaloux, lui qui devait garder Willy, le bébé de l'animatrice Sandra pendant que Jean-Pierre a gagné le concours de karaoké et a pour récompense l'admiration de Pauline. Patrick provoque la zizanie au sein du camping en critiquant tout le monde, déjà que les autres personnes du groupe sont d'humeur chagrine. Chacun se met alors en colère contre un autre. Dans ce camping où plus personne ne se parle, seul Jean-Pierre, l'ancien cadre coincé est heureux et met de l'ambiance. Au cours d'une soirée, Jacky, excédé par son emplacement et fortement ivre, critique violemment et insulte la directrice, Madame Chatel, et lui dit qu'il ne reviendra jamais aux Flots Bleus. Choquée, cette dernière révèle que le camping risque d'être vendu à un groupement immobilier espagnol, pour être remplacé par un hôtel de luxe.
Tout le monde oublie alors ses brouilles et se mobilise contre le projet. À cet effet, après une grève de la faim et un sit-in n'intéressant aucun média local, les campeurs inventent un stratagème pour annuler les travaux : ils font croire à l'inspection de la DRAC que des poteries gallo-romaines sont enfouies dans le sol, grâce à une assiette en terre cuite de Mario, le pizzaiolo du camping, afin que des fouilles soient entreprises et mettent en échec le projet des espagnols. Le jour de l'expertise, Jean-Pierre prétend être l'inspecteur devant le maire et les promoteurs. Le véritable expert est, pendant ce temps, « promené » par Patrick du côté du camping des nudistes. La tromperie finit par être éventée, l'inspecteur rejoint le camping, examine la poterie et, à la grande surprise de tous, l'authentifie. L'intérêt archéologique du site étant prouvé, les travaux n'auront donc pas lieu. Alors que tout le camping fête la bonne nouvelle autour d'un apéro, Valérie, la fiancée de Jean-Pierre revient voir ce dernier, le couple est enfin reformé. Quant à Patrick, il doit partir plus tôt que les autres années à cause de son budget. Il demande à Jean-Pierre de ne rien dire aux autres car dire au-revoir à tout le monde l'angoisse. Jean-Pierre semble promettre mais le dit à tout le monde, comme Patrick avait mis tout le camping au courant à propos des problèmes de couple de Jean-Pierre. C'est donc tout le camping des Flots Bleus qui est réuni pour faire une haie d'honneur à Patrick. Plus loin, sur la route, Patrick trouve Pauline qui fait de l'auto-stop. Il l'a enfin séduite et l'emmène avec lui à Dijon. Mais sur l'autoroute, il regarde une jeune femme qui est dans une autre voiture. Pauline est furieuse et s'en va, laissant Patrick à nouveau célibataire.

## Fiche technique
- Titre de travail : Camping 2
- Réalisation : Fabien Onteniente
- Scénario : Emmanuel Booz, Philippe Guillard, Franck Dubosc et Fabien Onteniente d'après leur idée.
- Dialogues : Franck Dubosc, Fabien Onteniente
- Photographie : Jérôme Robert
- Son : Paul Lainé, Rym Debbarh-Mounir, Hervé Buirette
- Montage : Véronique Lange
- Décors : Jean-Marc Kerdelhué, Noëlle Van Parus
- Costumes : Jacqueline Bouchard
- Musique originale : Jean-Yves D'Angelo, Frédéric Botton
- Pays d'origine :  France
- Début du tournage : 6 août 2009[1]
- Tournage extérieur : région d'Arcachon (Gironde)
- Producteur : Patrice Ledoux
- Sociétés de production : Pulsar Productions, Joinville Productions, TF1 Films Production, Pathé Production, en association avec la SOFICA Cinémage 4
- Société de distribution : Pathé Distribution
- Format de production : couleur — 35 mm — 2.35.1 (Scope) — son Dolby SR
- Budget : 23 070 000 €
- Durée : 99 minutes
- Genre : comédie
- Date de sortie :
  -  France : 21 avril 2010

## Distribution
- Franck Dubosc : Patrick Chirac, le campeur dragueur
- Richard Anconina : Jean-Pierre Savelli, cadre dans une entreprise d'assurances, d'abord stressé mais qui va devenir plus cool aux côtés de Patrick.
- Mathilde Seigner : Sophie Gatineau née Cabrol-Duchesne, femme de Paulo
- Antoine Duléry : Paul « Paulo » Gatineau, droguiste reconverti dans la vente de faux meubles en teck de Bali
- Mylène Demongeot : Laurette Pic, femme de Jacky et cartomancienne
- Claude Brasseur : Jacky Pic, de Melun, campeur abonné à l'emplacement 17
- Alysson Paradis : Sandra, la patronne de la boutique de surf et jeune mère du bébé Willy
- Christine Citti : Marie-José Chatel, la directrice du camping
- Éric Naggar : André Laborde le maire du Mouleau, dont le père a pêché une bonite de 24,340 kg un matin de juillet 1967 avec Jacky
- Julie de Bona : Pauline, la gérante de la friterie
- Laurent Olmedo : Gaby « le 37 » qui s'est exilé chez les nudistes après que Christy l'a quitté
- Marilyne Canto : Valérie Bardel , la compagne de Jean-Pierre
- Jean-Claude Bolle-Reddat : Bernard Couécou, l'expert de la DRAC
- Abbes Zahmani : José Mendez, l'ex-garagiste portugais devenu technicien téléphone
- Vincent Moscato : Mario, le pizzaïolo du camping
- Peyo Lizarazu : Julien, le patron de la boutique de surf, copain de Sandra et jeune père du bébé Willy
- Philippe Lellouche : Philippe, le collègue de travail de Jean-Pierre qui lui réserve des vacances au camping pour le déstresser
- Daphné Chollet : La pine-co
- Luc Palun : Gendarme adjudant au péage
- Yann Pradal : Policier cabanon
- Nicolas Gob : Gendarme au péage
- Laurent Cabrol : Monsieur Météo
- Irina Muluile : l'adolescente
- Pierre-Louis Basse
- Anaïs Tellenne
- Enna Balland : Liza Savelli, la fille de Jean-Pierre
- Marco Bonini : Silvano Shamalack, le prof de yoga
- Paco Cabezas : Julien
- Lucia Sanchez : Madame Gandarias
- Benoît Simonpiétri : Sébastien Gatineau, fils de Paulo et Sophie
- Charlie Bardé : Aurélie Gatineau, fille de Paulo et Sophie
- Hélène Viviès : Fille friterie
- Sébastien Terrasson : Jean-Michel, sosie de Michael Jackson
- Gilbert Cadoche : Le médecin
- Anne Cazenave : L'infirmière
- Clément Koch : Le collège MMC
- Samir Trabelsi
- Adama Karaguera
- Geneviève Geulin
- José Gaudin
- Anastasia Tarasova
- Amandine Maugy : Une nudiste suédoise
- Jonathan Lequitte
- Léna Loussouarn
- Marie-Martine Montel : Alphonsine
- Miguel Sáez
- Jérémy Brasset
- Vincent Pirès
- Floriane Vincent
- Jean-Max Guérin
- Nadia Aghardach
- Chris De Negro
- Mathieu Devaux
- Stéphane Telechea
- Chloé Sauvêtre

## Production

### Lieux de tournage
- Dans le générique de début, la voiture de Jean-Pierre, pour aller de Clermont-Ferrand (Puy-de-Dôme) au Moulleau, traverse le Cantal en passant sous le Viaduc de Garabit, longe la Dordogne en contrebas du Château de Beynac (Dordogne). Il est également tourné dans les départements de Seine-et-Marne, Gironde, Landes et à Paris.

## Musique
Sauf indication contraire ou complémentaire, les informations mentionnées dans cette section proviennent du générique de fin de l'œuvre audiovisuelle présentée ici.
- Vamos a Bailar par Gipsy Kings de 1988 (générique de début).
- Les Pics sont là
- Romanza italiana par Christian Séguret et Olivier Andrès.
- Dolannes mélodie par Jean-Claude Borelly de 1975.
- El pipo par Jacques Ballue et H. Ducamin.
- Ilarie par Hot Banditoz (de).
- Now You're Gone par Basshunter de 2008.
- Tomber la chemise par Zebda de 1999.
- Le chant des solitaires par Claude Barzotti de 1985.
- 21st Century Life (en) par Sam Sparro de 2008.
- Magic Apple Pie par Jean-Yves D'Angelo.
- Gentil dauphin triste par Gérard Lenorman de 1976.
- Le Rital par Claude Barzotti de 1983.
- Coming on strong par Steve Jeffries et Tommy Blaize (en).
- Flipper d'Henry Vars de 1963.
- Horny '98 par Mousse T. de 1998.
- Dragostea din tei par O-Zone de 2004.
- Violon pour Sandrine par Jean-Yves D'Angelo.
- Concerto pour Stéphanie par Jean-Pascal Beintus et Jean-Yves D'Angelo.
- J'ai encore rêvé d'elle par Il était une fois de 1975.
- Le ringard par Laurent Dury.
- Mes mains sur tes hanches par Adamo de 1965.
- Revoilà la Beguine
- La Belle Vie par Sacha Distel de 1962.
- Alone Again (Naturally) par Gilbert O'Sullivan de 1972 (départ de Patrick).

### Bande originale
Musiques non mentionnées dans le générique
- Doux rêve d'un été
- Les vacances recommencent
- Le Monoï
- La marche des tongs : Zouk les tongs
- Paresse d'une nuit
- Courage Monsieur Savelli
- Shamalack
- Les Espagnols
- Camping New Song
- Le Hoquet
- Plages d'été
- Doux rêve d'un été sur l'île de la vieille
- La Légende
- Les Gendarmes
- Doux rêve d'un été un soir
- Réception espagnole
- Le Duel
- La Révolte
- Doux rêve d'un été sur la dune
- Doux rêve d'un été avec Couecou
- Doux rêve d'un été aux Flots Bleus
- Patrick et Jean-Pierre
- Doux rêve d'un été espagnol

## Accueil

### Réception critique
En France, le site Allociné propose une note moyenne de 2,6⁄5 à partir de l'interprétation de critiques provenant de 14 titres de presse.

### Box-Office
| Pays ou région | Box-office        | Date d'arrêt du box-office | Nombre de semaines |
| -------------- | ----------------- | -------------------------- | ------------------ |
| France         | 3 978 284 entrées | 21 juillet 2010            | 14                 |

La totalité des recettes mondiales du film atteint un peu moins de 34 millions de dollars.

## Autour du film
- Jean-Pierre Savelli est le nom civil de Peter, du groupe Peter et Sloane.

### Suite
Ce film a eu une suite : Camping 3 sortie en France le 29 juin 2016.